# Saint-Jean-Lachalm
 Saint-Jean-Lachalm  es una población y comuna francesa, situada en la región de Auvernia, departamento de Alto Loira, en el distrito de Le Puy-en-Velay y cantón de Cayres.

## Demografía
| 573 | 517 | 461 | 409 | 336 | 281 |
| Para los censos de 1962 a 1999 la población legal corresponde a la población sin duplicidades (Fuente: INSEE [Consultar]) |     |     |     |     |     |